# 舍迈尔山酋长国
舍迈尔山酋长国（阿拉伯语：إمارة جبل شمر，另称哈伊勒酋长国或拉希德酋长国）是一个位于内志地区的酋长国，存在于1836年至1921年间，首都位于哈伊勒。“舍迈尔”即舍迈尔部落（阿拉伯语：شمّر）是当时内志地区最强大的部落之一。这个酋长国由拉希德王朝统治，其疆域今属于沙烏地阿拉伯、伊拉克和约旦。

## 历史
舍迈尔山酋长国建立于1836年，由沙烏地阿拉伯皇室的世代仇家拉希德王朝统治。1891年，舍迈尔山酋长国埃米尔穆罕默德一世·本·阿卜杜拉领导的军队和沙特军队在利雅得爆发穆雷达之战，阿卜杜拉的军队大获全胜，他将所有在利雅得的沙特人驱逐出城，这也直接导致内志酋长国的崩溃，其全部领土全部被舍迈尔山酋长国兼并。剩余的沙特人流亡到科威特，已无任何反击能力，因此舍迈尔山酋长国立即向北方的奥斯曼帝国示好，并与其结盟。但是在19世纪，奥斯曼帝国已失去了原有的影响力和军事作战能力。
1902年，阿卜杜勒－阿齐兹成为沙特家族新的主人，在他登位后，立即带领军队进攻舍迈尔山酋长国，意图夺回祖辈失去的土地，而且他的军队很成功，夺回了些许失地。经过多次冲突后，舍迈尔山酋长国与阿卜杜勒-阿齐兹的军队在盖西姆地区进行了一场恶战，阿卜杜勒-阿齐兹的军队获胜，且舍迈尔山的埃米尔阿卜杜勒-阿齐兹·本·米塔卜-拉希德在这场战斗中阵亡。
阿卜杜勒-阿齐兹·本·米塔卜-拉希德死后，舍迈尔山的国力逐渐衰弱，其靠山鄂圖曼帝國亦於一戰戰敗滅亡，而依靠戰勝國大英帝国的沙特則日趨强大。1921年，舍迈尔山酋长国被沙特击败并兼并，后者建立了沙特阿拉伯。

## 历代埃米尔
1. 阿卜杜勒一世·本·拉希德（1836－1848）（阿拉伯语：عبدالله بن رشيد），带领军队脱离异国在舍迈尔山的统治，首位埃米尔。
2. 塔拉勒·本·阿卜杜拉（1848－1868）（阿拉伯语：طلال بن عبدالله），扩张了酋长国的国土。
3. 穆提卜一世·本·阿卜杜拉（1868－1869）（阿拉伯语：متعب بن عبدالل），塔拉勒之兄，被其侄班达尔射杀。
4. 班达尔·本·塔拉勒（1869）（阿拉伯语：بندر بن طلال），穆提卜一世之侄，被穆提卜一世之兄穆罕默德射杀。
5. 穆罕默德一世·本·阿卜杜拉（1869－1897）（阿拉伯语：محمد بن عبدالل），进一步扩张了国土，在其统治期间国家稳定且繁荣。
6. 阿卜杜勒-阿齐兹·本·米塔卜-拉希德（1897－1906）（阿拉伯语：عبدالعزيز بن متعب），在他统治期间沙特人开始进攻酋长国，他本人在盖西姆地区阵亡。
7. 米塔卜二世·本·阿卜杜勒-阿齐兹（1906－1907）（阿拉伯语：متعب بن عبدالعزيز），被苏丹·本·哈穆德杀害。
8. 苏丹·本·哈穆德（1907－1908）（阿拉伯语：سلطان بن حمود），由于指挥军队与沙特的作战不成功，被萨乌德一世·本·哈穆德杀害。
9. 萨乌德一世·本·哈穆德（1908－1910）（阿拉伯语：سعود بن حمود），治国2年，被萨乌德·本·阿卜杜勒-阿齐兹的亲戚杀害。
10. 萨乌德一世·本·阿卜杜勒-阿齐兹（1910－1920）（阿拉伯语：سعود بن عبدالعزيز），继位时仅10岁，期间由他的亲戚摄政，1920年被阿卜杜拉·本·塔拉勒杀害。
11. 阿卜杜拉二世·本·米塔卜（1920－1921）（阿拉伯语：عبدالله بن متعب），治国1年，向沙特投降，1947年逝世。
12. 穆罕默德二世·本·塔拉勒（1921）（阿拉伯语：محمد بن طلال），向沙特投降，1954年逝世。[3]

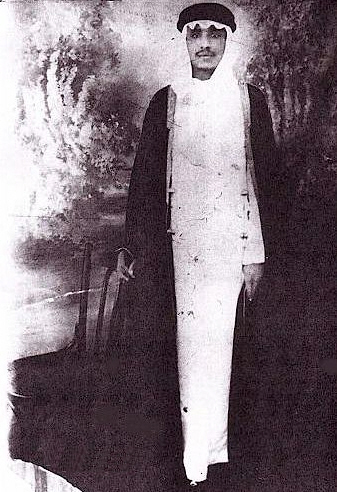
早年的阿卜杜勒一世·本·拉希德

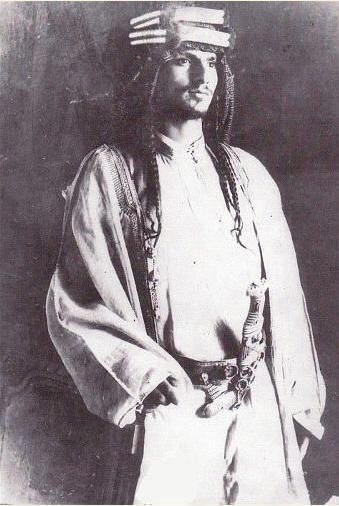
萨乌德一世·本·阿卜杜勒-阿齐兹